# Ulrich Henn
Ulrich Henn (* 6. März 1925 in Schwäbisch Hall; † 8. Dezember 2014) war ein deutscher Bildhauer sakraler Kunst.

## Lebenslauf

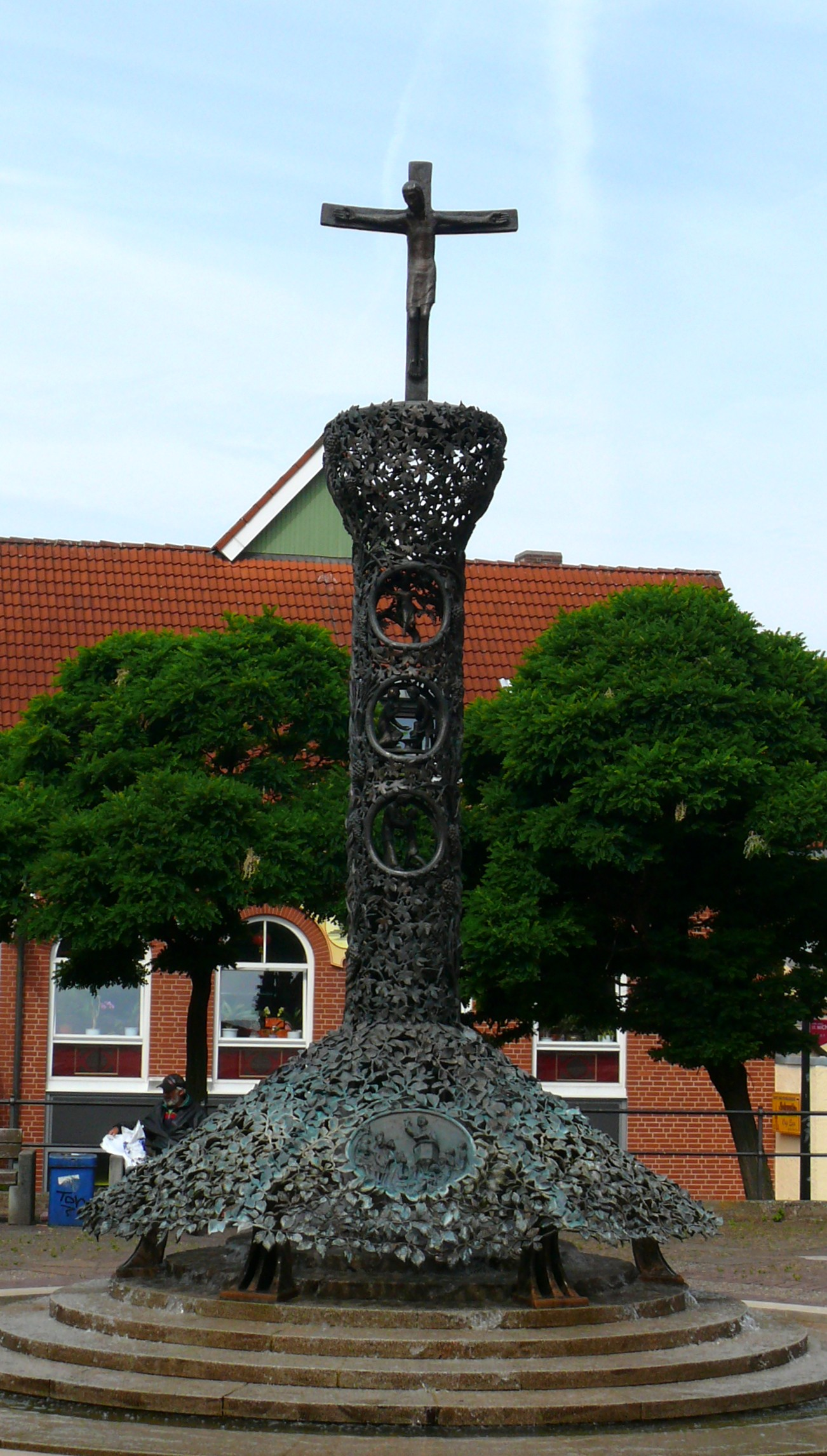
Bugenhagenbrunnen auf dem Platz vor der Andreaskirche in Hildesheim

Ulrich Henn begann nach Schulbesuch, Militärdienst und Kriegsgefangenschaft 1947 in Stuttgart seine künstlerische Laufbahn zunächst als Bildschnitzer und Restaurator. Unter anderem rekonstruierte er den im Zweiten Weltkrieg zerstörten spätgotischen Schrein des Hochaltars der Öhringer Stiftskirche, für den er in über zweijähriger Arbeit das in Tausende von Einzelteilen zerborstene filigrane Schnitzwerk wieder zusammenfügte, und kopierte mehrere vom Holzwurm befallene Brüstungsteile der barocken Treppenanlage in der Neuen Abtei des Klosters Schöntal.
Ab 1953 benutzte er neben dem Holz auch Bronze als Werkstoff und ließ in den folgenden Jahren mehrere große Bronzearbeiten für sakrale wie auch öffentliche Räume gießen. Nach einer Sehnenverletzung an der linken Hand gab er 1958 die Holzbildhauerei auf und modellierte von nun an für den Bronzeguss.

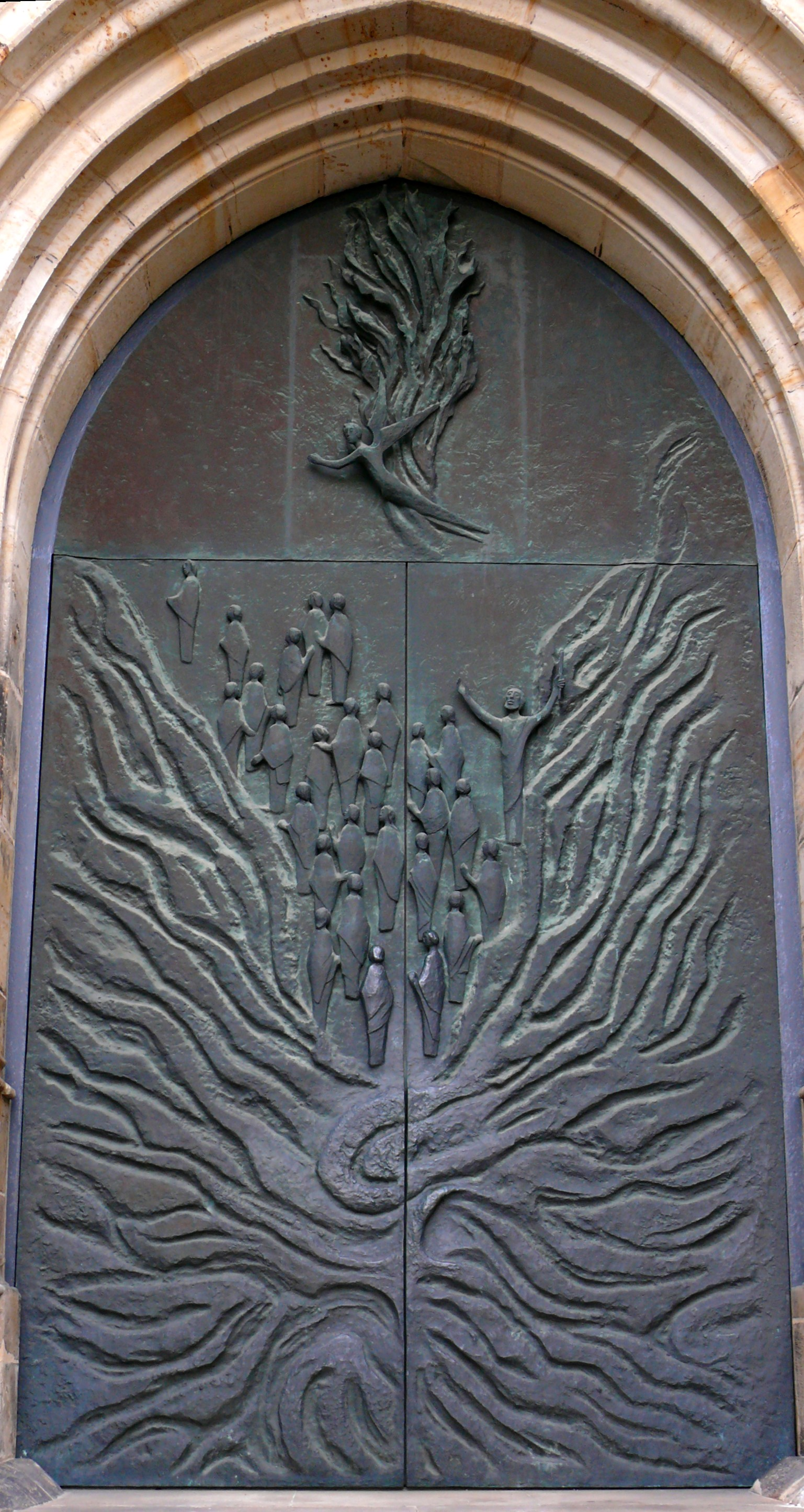
Bronzetür an der Andreaskirche in Hildesheim Errettung am Schilfmeer

Nicht nur in Deutschland, sondern auch für Gotteshäuser in Österreich, Luxemburg und den USA hat er Werke geschaffen, darunter die monumentalen Kirchenportale der National Cathedral in Washington DC (USA) oder der St. James Cathedral in Seattle (USA). Zu Henns Auftraggebern zählten sowohl evangelische als auch katholische Kirchengemeinden. Jedes von ihm geschaffene Objekt – einerlei ob Kirchentür, Altarkreuz oder Tabernakel – will eine Botschaft vermitteln, die in der Bibel begründet liegt. Er reduzierte das Bildprogramm stark und stilisierte die Figuren bis ins Zeichenhafte. Die Technik, in der seine Arbeiten entstanden, ist das Wachsausschmelzverfahren.
Schwerpunkt seiner Arbeit ist die sakrale Kunst. Neben Kreuzen, Altären, Leuchtern hat Henn allein 36 Kirchentüren geschaffen, von denen manche fünf Meter hoch sind. Auch profane Bildwerke sind in seinem Œuvre vertreten, wie zum Beispiel große Freiplastiken, Bauplastiken, Brunnen und kleinere Skulpturen, denen teilweise ein hintergründiger Humor innewohnt. Die meisten von Henns Arbeiten sind architekturgebunden.
Ulrich Henn lebte und arbeitete seit 1962 in Üxheim-Leudersdorf in der Eifel.

## Werkbeispiel
Das bronzene Eingangsportal der Evangelischen Stadtkirche Pforzheim
Bei der Gestaltung des monumentalen Eingangsportals nahm Ulrich Henn direkten Bezug auf die Zerstörung der Stadt Pforzheim am 23. Februar 1945. Bei einem Angriff von 369 Flugzeugen der britischen Royal Air Force kamen nach offiziellen Schätzungen 17.600 Menschen ums Leben, manche Schätzungen gehen von über 20.000 Opfern aus (Zwangsarbeiter eingerechnet). Dies entspricht ungefähr einem Drittel der damals in der Stadt lebenden Bevölkerung. Die rechte Seite des großen Bronzeportals symbolisiert eine Stadt, die von Flammen umschlungen ist, auf der rechten Seite sieht man eine Figurengruppe, die scheinbar vor dem Untergang flüchtet, und eine im Schock erstarrte Frau. Henn nimmt damit auch Bezug auf die biblische Urgeschichte vom Untergang der Städte Sodom und Gomorra, 1. Mose 18-19.

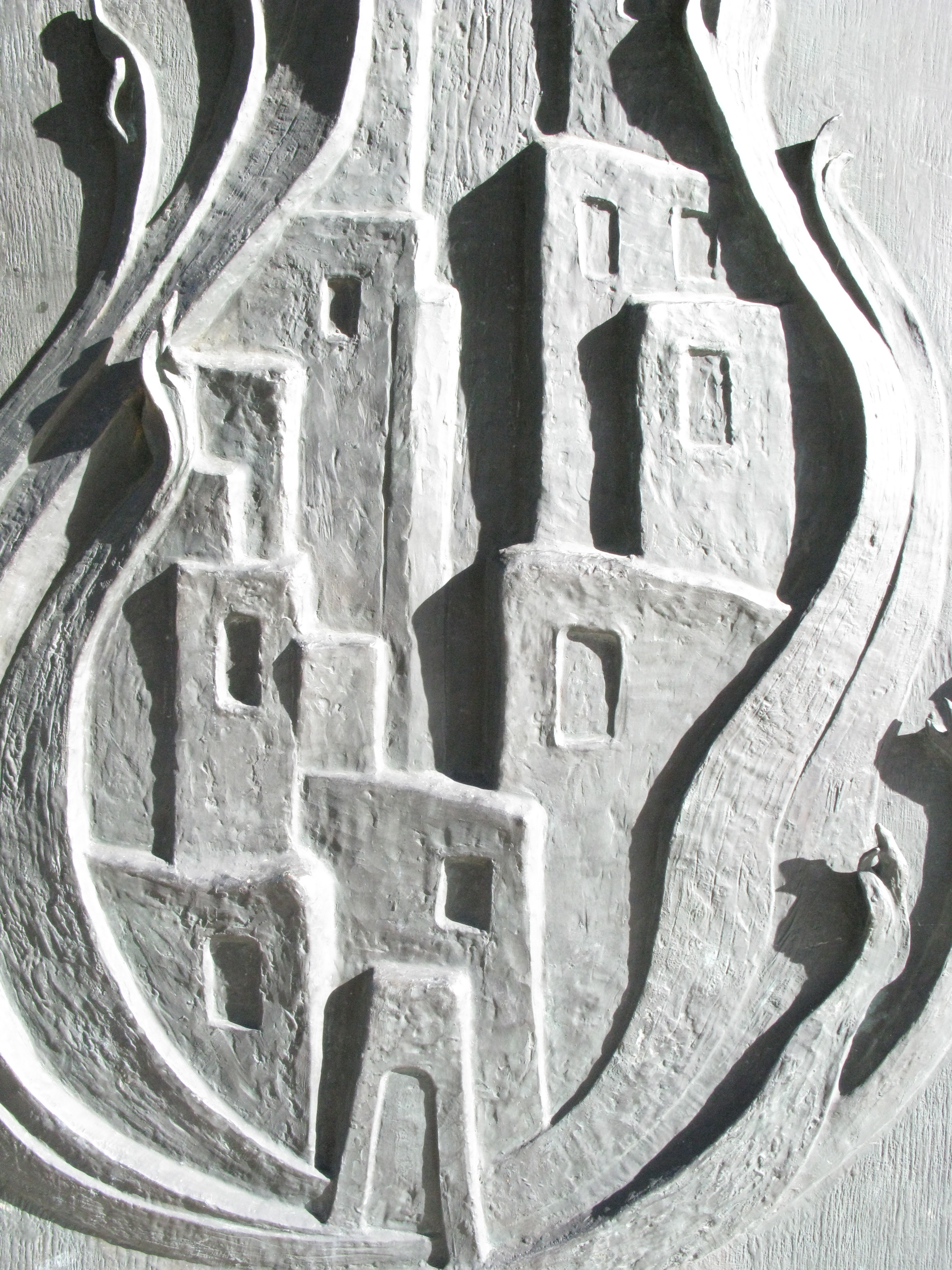
Die brennende Stadt Pforzheim – rechter Türflügel
Eine im Schock erstarrte Frau (nach 1.Mose 19,30 ff, Lot’s Weib) – linker Türflügel
Flüchtende Personengruppe aus der brennenden Stadt – linker Türflügel

## Werke (Auswahl)

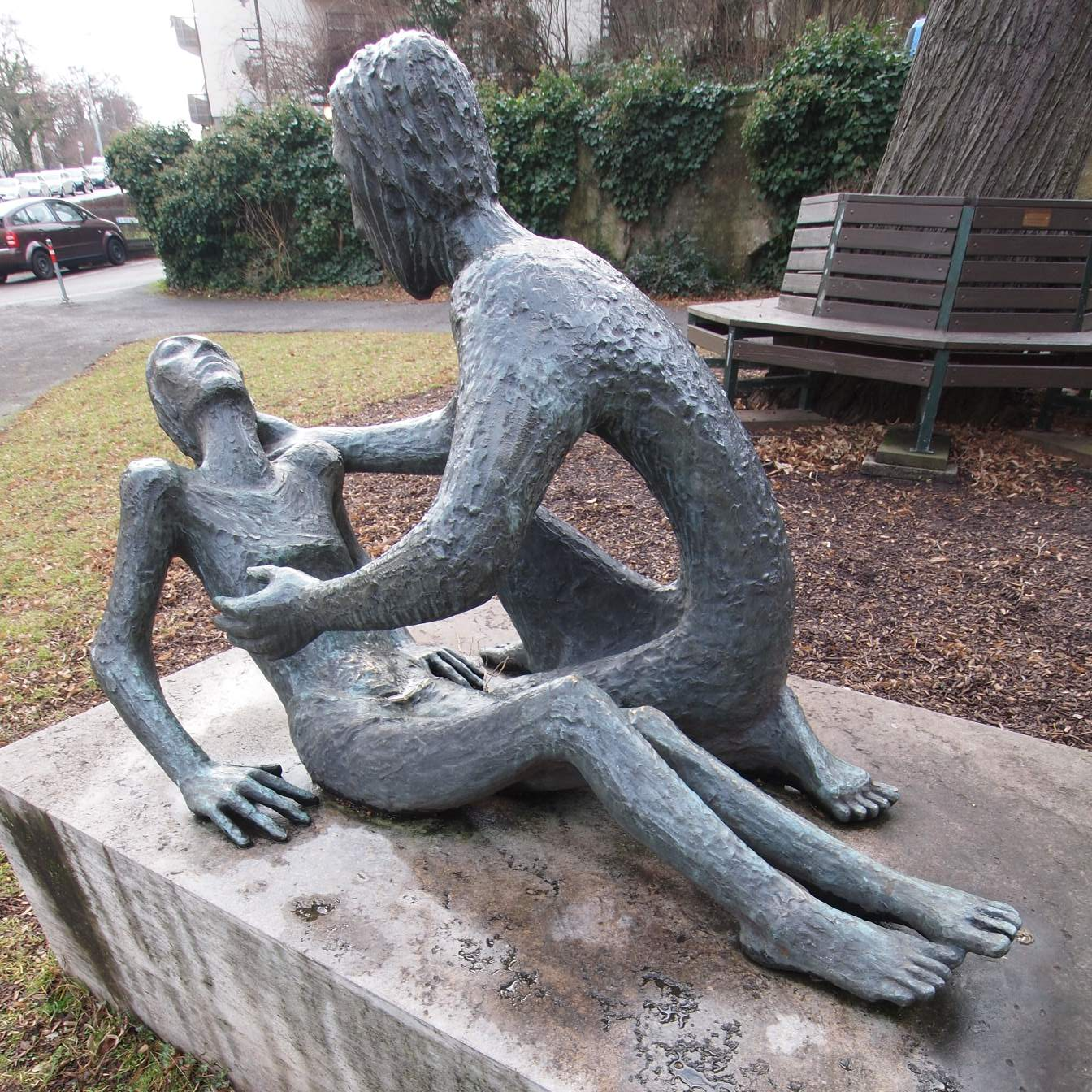
Der Barmherzige Samariter

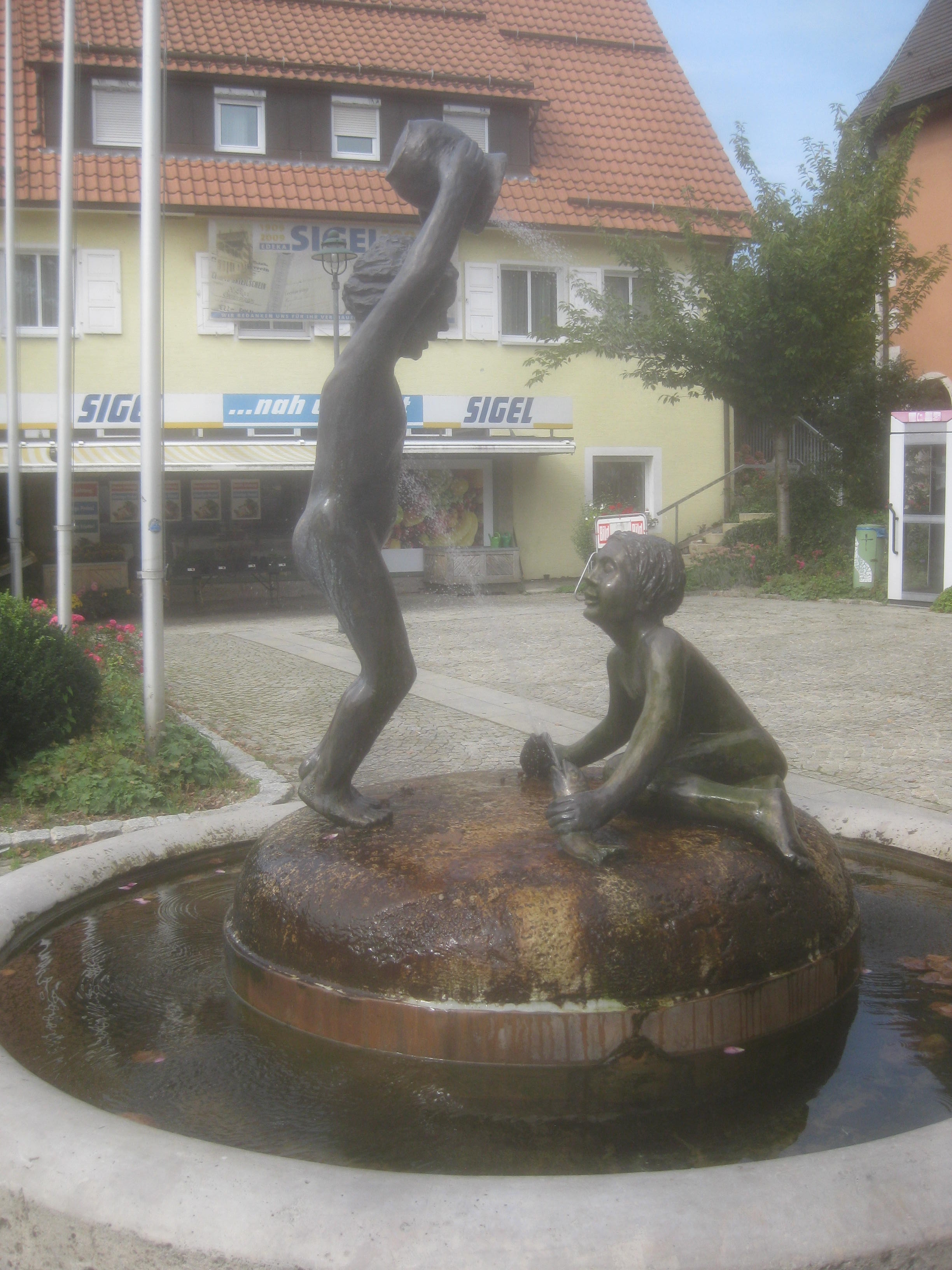
Marktplatzbrunnen in Oberlenningen

- 1953: Oberlenningen, Rathaus. „Familie“, Nussbaum, lebensgroß.
- 1953/1955: Oberlenningen, Marktplatz, Marktplatzbrunnen, Bronze und Muschelkalk, lebensgroß.
- 1954: Markgröningen, Evang. Kirche, Chorstuhlwange. „Petrus“, Eiche.
- 1957: Stuttgart, Erlöserkirche, „Der Barmherzige Samariter“, Bronze, lebensgroß.
- 1958: Stuttgart, Stiftskirche, „Kain und Abel und der Tanz um das Goldene Kalb“
- 1959: Essen, Pauluskirche. Altarkreuz als siebenarmiger Leuchter gestaltet.
- 1960: Schorndorf, Evangelische Stadtkirche, Taufschale und Kruzifix im Chorbogen, Bronze.
- 1961: Heilbronn, Kilianskirche, zwei Bronzetüren und Altarkreuz, Bronze.
- 1963: Schwäbisch Hall, Auferstehungskirche, Chorwand, Bronzeplastik.[1][2]
- 1963: Ochsenberg (Königsbronn), Johanneskirche, Altarkreuz und Türgriffe
- 1964: Heimerdingen, Peter-und-Paul-Kirche, Hängekreuz mit Szenen aus der Passions- und Ostergeschichte[3]
- 1964: Tübingen, Stiftskirche, Brautportal zum Ersten und Altarkreuz zum Zweiten Glaubensartikel[4][5]
- 1967: Pfullingen, Stadtkirche, Taufbecken und Deckplatte[6]
- 1969: Ravensburg, Evangelische Stadtkirche, Majestas Domini (Christus in der Mandorla), hängende Bronzeskulptur im Chorbogen
- 1969: Ravensburg, Evangelische Stadtkirche, Altarkreuz mit Szenen aus dem Leben Jesu, Bronze, am Hauptaltar
- 1968: Pforzheim, Stadtkirche, Apsis. „Aussendung der Jünger“, Bronzeportal
- 1972: Trier Dom, Helenakrypta, Petrusaltar mit Kruzifix[7]
- 1973: Isny im Allgäu, St. Nikolaus. Kreuzigungsgruppe, sieben lebensgroße Figuren als Lettner im Chorbogen, Bronze.
- 1973: Reformationskirche (Hilden), Bronzetüre des Südportals mit 10 paarigen Hochreliefs.
- 1978: Schifflingen/Luxemburg, St. Martin. Altar, Lesepult und Tabernakelstele, Bronze.
- 1979: Washington National Cathedral. Osterleuchter und Westportale
- 1982: Gerolstein, St.Anna. Altar Circumpendium und Tabernakel, Bronze.
- 1985: Rankweil/Österreich, Liebfrauenkirche. Kanzel, Bronze.
- 1985: Albstadt-Ebingen, St. Josef, Altaraufsatz[8]
- 1989: Herford, Abteistele, Bronze 3,30 Meter hoch
- 1992: Mainz-Bretzenheim, Pfarrkirche St. Bernhard, Altar, Ambo, Sieben Leuchter im Altarraum und Osterleuchter
- 1995: Bugenhagenbrunnen auf dem Andreasplatz in Hildesheim, Bronze 7,5 Meter hoch.
- 1996: Gerolstein. Rondell, „Mutter und Kind“, Bronze, lebensgroß.
- 1999: Seattle, St. James Cathedral, Eingangsanlage, Zeremonienportal und zwei Seitenportale
- 2004: Mainz-Bretzenheim, Pfarrkirche St. Bernhard, Kreuzweg
- 2005: Leudersdorf, Freiskulptur ″St. Martin″ in Bronze
- 2007: Mettingen, „Mutter Gottes im Rosenkranz“
- 2013: Tübingen, Stiftskirche, Bronzeleuchter für Oster- und Taufkerze zum Dritten Glaubensartikel[9]

## Einzelbelege
1. ↑  Foto von der Chorwand in der Auferstehungskirche mit Bronzeplastik von Ulrich Henn
2. ↑  Horst Clauß, Hans-Joachim König und Ursula Pfistermeister: Kunst und Archäologie im Kreis Schwäbisch Hall, Theiss, Stuttgart und Aalen 1979, S. 138.
3. ↑  G. Sch.: Das neue Hängekreuz in der Peter- und Paulskirche zu Heimerdingen. In: Mitteilungsblatt der Gemeinde Heimerdingen, 19. März 1965.
4. ↑  Stiftskirche Tübingen Der Altar von 1964 stiftskirche-tuebingen.de, abgerufen am 14. Mai 2015
5. ↑  Ulrich Henn in der Stiftskirche (Memento vom 18. Mai 2015 im Internet Archive) reformationskirchen-wuerttemberg.de, abgerufen am 14. Mai 2015
6. ↑  Adolf Gommel (Bearb.): Tauf- und Abendmahlsgeräte aus evangelischen Kirchen in Württemberg. Stuttgart 1969, Nr. 27.
7. ↑  Der Petrus-Altar wurde 1972 im Wettbewerb um einen neuen Hochaltar des Trierer Domes geschaffen. Die Kommission entschied sich für einen anderen Entwurf, der Altar von Henn wurde aber in der Ostkrypta aufgestellt. Petrusaltar in der Ostkrypta (Memento vom 10. Februar 2013 im Webarchiv archive.today)
8. ↑  Landesbibliographie Baden-Württemberg. In: statistik.baden-wuerttemberg.de. Abgerufen am 27. Oktober 2019.
9. ↑  Tübinger Stiftskirche komplettiert Trinitäts-Kunstwerke von Ulrich Henn (Memento vom 5. März 2016 im Internet Archive), abgerufen am 12. Mai 2015